# Coupe de Belgique de football 1964-1965
Navigation
Édition précédente Édition suivante
La Coupe de Belgique 1964-1965 est la dixième édition de l'épreuve. Elle est remportée pour la première fois par le R. SC Anderlechtois qui réalise par la même occasion son premier « doublé Championnat/Coupe ». En finale, au stade du Heysel à Bruxelles, les « Mauves » battent leur grand rival du Standard (3-2).

## Formule
Cette édition respecte la même formule que celle adaptée pour la réapparition de l'épreuve en 1963. Elle se déroule selon le principe de « rencontres à élimination directe en une seule manche sur le terrain de la première équipe tirée au sort ».
La phase finale réunit 64 clubs à partir des 1/32e de finale où les équipes de Division 1 (16) et Division 2 (16) (de la saison précédente) attendent les 32 rescapés de 4 tours préliminaires. Ceux-ci se déroulement en préambule de la saison durant le mois d'août. Le premier tour concerne 128 clubs qui sont rejoints au 2e tour par les cercles de Promotion. Les formations de Division 3 entrent en lice lors du 4e tour.
Un élément important à noter est que la division de référence d'un club pour désigner le moment où il commence la compétition est celle de la saison précédente. Dans cet article les divisions indiquées en regard des clubs est bien celle où ils évoluent pendant cette saison 1964-1965.
Peu avant la fin de la saison précédente, le Comité Exécutif de la fédération belge de football décide que comme le mois d'août 1964 compte cinq dimanches, les équipes des Divisions « 1 » et « 2 » débutent leur parcours en Coupe de Belgique, lors du 5e dimanche. De cette manière, le championnat reprend, comme de coutume, à savoir le 1re dimanche de septembre .

### Déroulement schématique

#### Tours préliminaires
- TOUR 1: 64 rencontres, 128 clubs des Séries provinciales
  - TOUR 2: 64 rencontres, 64 qualifiés du Tour 1 + les 64 clubs de Promotion de la saison précédente (qui sont têtes de série et ne se rencontrent pas entre eux)
    - TOUR 3: 32 rencontres, 64 qualifiés du Tour 2 (pré-tirage intégral, plus de tête de série)
      - TOUR 4: 32 rencontres, 32 qualifiés du Tour 3 + les 32 clubs de Division 3 de la saison précédente (qui sont têtes de série et ne se rencontrent pas entre eux)

#### Phase finale
- 1/32e de finale : 32 qualifiés du Tour 4, 16 clubs de Division 2 de la saison précédente et 16 clubs de Division 1 de la saison précédente (D1 et D2 sont têtes de série et ne se rencontrent pas entre elles)
  - 1/16e de finale (à partir de ce tour, tirage intégral, plus de têtes de série)
    - 1/8e de finale
      - 1/4 de finale
        - 1/2 finales
          - FINALE

## Répartition des clubs engagés
| Abréviations des Divisions - (I) : club évoluant en Division 1 - (II) : club évoluant en Division 2 - (III) : club évoluant en Division 3 - (P) : club évoluant en Promotion - (p-...) : club évoluant dans les séries provinciales concernées Abréviations des Provinces - (Anv) : Province d'Anvers - (Bbt) : Province de Brabant - (WVl) : Province de Flandre-Occidentale - (OVl) : Province de Flandre-Orientale - (Hai) : Province de Hainaut - (Liè) : Province de Liège - (Lim) : Province de Limbourg - (Lux) : Province de Luxembourg - (Nam) : Province de Namur | \| Province \| D1 \| D2 \| D3 \| P \| prov. \| Total \| \| ------------------- \| -- \| -- \| -- \| - \| ----- \| ----- \| \| Anvers \| 4 \| 4 \| 3 \| 1 \| 0 \| 12 \| \| Brabant \| 4 \| 2 \| 5 \| 2 \| 0 \| 13 \| \| Flandre-Occidentale \| 2 \| 2 \| 3 \| 1 \| 2 \| 10 \| \| Flandre-Orientale \| 1 \| 2 \| 3 \| 0 \| 0 \| 6 \| \| Hainaut \| 0 \| 2 \| 2 \| 1 \| 0 \| 5 \| \| Liège \| 3 \| 1 \| 1 \| 1 \| 0 \| 6 \| \| Limbourg \| 2 \| 1 \| 3 \| 2 \| 1 \| 9 \| \| Luxembourg \| 0 \| 0 \| 0 \| 0 \| 0 \| 0 \| \| Namur \| 0 \| 1 \| 2 \| 0 \| 0 \| 3 \| \| Total \| 16 \| 15 \| 22 \| 8 \| 3 \| 64 \| |    |    |   |       |       |
| Province | D1 | D2 | D3 | P | prov. | Total |
| Anvers | 4 | 4  | 3  | 1 | 0     | 12    |
| Brabant | 4 | 2  | 5  | 2 | 0     | 13    |
| Flandre-Occidentale | 2 | 2  | 3  | 1 | 2     | 10    |
| Flandre-Orientale | 1 | 2  | 3  | 0 | 0     | 6     |
| Hainaut | 0 | 2  | 2  | 1 | 0     | 5     |
| Liège | 3 | 1  | 1  | 1 | 0     | 6     |
| Limbourg | 2 | 1  | 3  | 2 | 1     | 9     |
| Luxembourg | 0 | 0  | 0  | 0 | 0     | 0     |
| Namur | 0 | 1  | 2  | 0 | 0     | 3     |
| Total | 16 | 15 | 22 | 8 | 3     | 64    |

## Cinquième tour (Trente-deuxièmes de finale)
Ce tour marque l'entrée en lice des 16 clubs de Division 1, de 14 clubs de Division 2, de deux clubs relégués de D2 en D3 à la fin de la saison précédente et des 62 rescapés des tours préliminaires. Le tirage au sport de ce tour est effectué en même temps que celui des quatre tours préliminaires, dont les 32 qualifiés connaissent leur adversaires.
- 64 équipes, 32 rencontres, jouées le 29 août 1964 et le 30 août 1964.
  - Trois clubs de D1 passent à la trappe, dont les deux légendes bruxellois: le Daring et l'Union. Le 3e sorti est le Beerschot qui tombe à Seraing.
  - K. Tongerse SV Cercle (tombeur du Daring CB) est le dernier rescapé des séries de Promotion.
  - Les trois derniers cercles provinciaux sont éliminés.

### Résultats
| Dates      | Types   | Visités                                | Visiteur                           | Score final | Remarques |
| ---------- | ------- | -------------------------------------- | ---------------------------------- | ----------- | --------- |
| 30/08/1964 | D1-D2   | K. St-Niklaasse SK (-II)               | K. St-Truidense VV (I)             | 0-1         |           |
| 29/08/1964 | D1-D3   | R. CS Brugeois (I)                     | R. RC Gand (III)                   | 3-3         | ???       |
| 29/08/1964 | D1-D3   | Voorwaarts Tienen (III)                | R. Tilleur FC (-I)                 | 3-5         |           |
| 30/08/1964 | D1-D3   | K. Berchem Sport (I)                   | VC Zwevegem Sport (III)            | 7-0         |           |
| 30/08/1964 | D1-D3   | R. AEC Mons (III)                      | K. Beeringen FC (I)                | 0-1         |           |
| 30/08/1964 | D1-D3   | R. CS Schaerbeek (-III)                | R. FC Liégeois (I)                 | 2-4         |           |
| 30/08/1964 | D1-D3   | R. RC Tirlemont (III)                  | ARA La Gantoise' T (I)             | 1-2         |           |
| 30/08/1964 | D1-D3   | K. Lierse SK (I)                       | K. Lyra (III)                      | 2-0         |           |
| 30/08/1964 | D1-D3   | K. FC Diest (I)                        | K. FC Vigor Hamme (III)            | 2-1         |           |
| 30/08/1964 | D1-D3   | R. FC Brugeois (I)                     | R. Uccle Sport (III)               | 4-1         |           |
| 30/08/1964 | D1-D3   | FC Eendracht Houthalen (III)           | UR St-Gilloise (I)                 | 0-0         | ???       |
| 30/08/1964 | D1-D3   | R. FC Sérésien (III)                   | K. Beerschot AC (I)                | 4-2         |           |
| 30/08/1964 | D1-P    | Racing Jette (P)                       | R. SC Anderlechtois (I)            | 1-8         |           |
| 30/08/1964 | D1-P    | R. Antwerp FC (I)                      | K. Stade Kortrijk (P)              | 2-1         |           |
| 30/08/1964 | D1-P    | R. Union Hutoise FC (P)                | R. Standard CL (I)                 | 1-4         |           |
| 30/08/1964 | D1-P    | K. Tongerse SV Cercle (-P)             | R. Daring CB (I)                   | 0-0         | ???       |
| 30/08/1964 | D2-D3   | R. Olympic CC (II)                     | K. St-Genesius-Rode Sport (III)    | 3-0         |           |
| 30/08/1964 | D2-D3   | R. Crossing FC Molenbeek (II)          | K. SK Roeselare (III)              | 8-2         |           |
| 30/08/1964 | D2-D3   | UBS Auvelais (III)                     | K. FC Malinois (-II)               | 0-1         |           |
| 30/08/1964 | D2-D3   | R. CS Verviétois (II)                  | R. AA Louviéroise (P)              | 2-0         |           |
| 30/08/1964 | D2-D3   | V&V Overpelt-Fabriek (III)             | K. FC Herentals (II)               | 1-2         |           |
| 30/08/1964 | D2-D3   | Verbroedering Mechelen a/d Maas (III)  | K. SV Waregem (II)                 | 1-1         | ???       |
| 30/08/1964 | D2-D3   | Patro Eisden (II)                      | SK Beveren-Waas (III)              | 4-5         |           |
| 30/08/1964 | D2-D3   | R. Excelsior Mouscron (III)            | K. Boom FC (II)                    | 3-3         | ???       |
| 30/08/1964 | D2-P    | K. SC Eendracht Aalst (II)             | K. FC Mol Sport (P)                | 2-1         |           |
| 30/08/1964 | D2-P    | UR Namur (II)                          | K. Daring Club Leuven (-P)         | 3-0         |           |
| 30/08/1964 | D2-P    | K. Patria FC Tongeren (P)              | R. Charleroi SC (II)               | 1-3         |           |
| 30/08/1964 | D2-Prov | Zonhoven V&V (p-Lim)                   | R. Racing White (II)               | 0-1         |           |
| 30/08/1964 | D2-Prov | FC Sportverbroedering Wevelgem (p-WVl) | AS Oostende KM (II)                | 0-4         |           |
| 30/08/1964 | D2-Prov | K. FC Izegem (p-WVl)                   | K. FC Turnhout (-II)               | 3-4         |           |
| 30/08/1964 | D3-D3   | K. Kortrijk Sport (-III)               | R. Entente Sportive Jamboise (III) | 2-3         |           |
| 30/08/1964 | D3-D3   | K. RC Mechelen (-III)                  | K. Willebroekse SV (III)           | 1-1         | ???       |

## Seizièmes de finale
À partir de ce tour, un tirage au sort intégral est effectué avant chaque tour. Il n'y a plus d'équipes protégées.

### Participants
| Province            | Clubs de Division 1 | Clubs de Division 2 | Clubs de Division 3 | Clubs de Promotion | Total |
| ------------------- | ------------------- | ------------------- | ------------------- | ------------------ | ----- |
| Totaux par division | 13                  | 12                  | 6                   | 1                  | 32    |
| Anvers              | 3                   | 3                   | 1                   | 0                  | 7     |
| Brabant             | 2                   | 2                   | 0                   | 0                  | 4     |
| Flandre-Occidentale | 2                   | 2                   | 0                   | 0                  | 4     |
| Flandre-Orientale   | 1                   | 1                   | 1                   | 0                  | 3     |
| Hainaut             | 0                   | 2                   | 1                   | 0                  | 3     |
| Liège               | 3                   | 1                   | 1                   | 0                  | 5     |
| Limbourg            | 2                   | 0                   | 1                   | 1                  | 4     |
| Namur               | 0                   | 1                   | 1                   | 0                  | 2     |

### Résultats
- 32 équipes, 16 rencontres, jouées le 31 octobre 1964 et le 1er novembre 1964.

| Dates      | Types | Visités                       | Visiteur                           | Score final | Remarques                                                           |
| ---------- | ----- | ----------------------------- | ---------------------------------- | ----------- | ------------------------------------------------------------------- |
| 01/11/1964 | D1-D1 | R. Standard CL (I)            | K. St-Truidense VV (I)             | 3-0         |                                                                     |
| 01/11/1964 | D1-D1 | K. FC Diest (I)               | K. Lierse SK (I)                   | 2-0         |                                                                     |
| 31/10/1964 | D1-D2 | K. Berchem Sport (I)          | K. SC Eendracht Aalst (II)         | 2-1         |                                                                     |
| 31/10/1964 | D1-D2 | R. SC Anderlechtois (I)       | K. FC Herentals (II)               | 7-0         |                                                                     |
| 31/10/1964 | D1-D2 | R. CS Brugeois (I)            | R. Charleroi SC (II)               | 5-0         |                                                                     |
| 01/11/1964 | D1-D2 | R. FC Brugeois (I)            | K. SV Waregem (II)                 | 3-0         |                                                                     |
| 01/11/1964 | D1-D2 | K. FC Turnhout (-II)          | R. Tilleur FC (-I)                 | 0-1         |                                                                     |
| 01/11/1964 | D1-D2 | R. Antwerp FC (I)             | K. FC Malinois (-II)               | 0-2         |                                                                     |
| 01/11/1964 | D1-D2 | R. Racing White (II)          | R. FC Liégeois (I)                 | 0-0         | Liège aux tirs au but, mais réclamation déposée par le Racing White |
| 01/11/1964 | D1-D3 | ARA La Gantoise T (I)         | R. FC Sérésien (III)               | 2-0         |                                                                     |
| 01/11/1964 | D1-D3 | K. Beeringen FC (I)           | R. Entente Sportive Jamboise (III) | 12-1        |                                                                     |
| 01/11/1964 | D2-D2 | UR Namur (II)                 | R. Olympic CC (II)                 | 1-1         | ???                                                                 |
| 01/11/1964 | D2-D3 | K. Willebroekse SV (III)      | AS Oostende KM (II)                | 0-0         | ???                                                                 |
| 01/11/1964 | D2-D3 | SK Beveren-Waas (III)         | R. CS Verviétois (II)              | 1-1         | ???                                                                 |
| 01/11/1964 | D2-D3 | R. Crossing FC Molenbeek (II) | FC Eendracht Houthalen (III)       | 2-1         |                                                                     |
| 01/11/1964 | D3-P  | R. Excelsior Mouscron (III)   | K. Tongerse SV Cercle (-P)         | 3-1         |                                                                     |

#### Match à rejouer
Lors  de la confrontation disputée le 1er novembre 1964, le Racing White et le FC Liégeois ne parviennent pas à se départager (0-0). À l'issue de la prolongation, on procède à une séance de tirs au but remportée par le « matricule 4 ». Le club bruxellois dépose réclamation et obtient gain de cause devant le « Comité Sportif », en raison de « l'article 19 du règlement de la Coupe de Belgique ». Les tirs au but (ou penalties) ne sont pas pris en compté réglementairement. La rencontre est décrétée à rejouer.
| Dates      | Types | Visités              | Visiteur           | Score final | Remarques |
| ---------- | ----- | -------------------- | ------------------ | ----------- | --------- |
| 11/11/1964 | D1-D2 | R. Racing White (II) | R. FC Liégeois (I) | 2-0         |           |

## Huitièmes de finale
Les huitièmes de finale regroupent 9 clubs de « D1 », 5 de « D2 » et 2 rescapés de « D3 ».
- 16 équipes, 8 rencontres, Six sont jouées le 11 novembre 1964 et les deux dernières le 3 janvier 1965.
  - L'AS Ostende est seul club n'appartenant pas à la « D1 » à atteindre les quarts de finale. Il s'est qualifié lors d'une opposition entre cercles de Division 2.

### Participants
| Province            | Clubs de Division 1 | Clubs de Division 2 | Clubs de Division 3 | Clubs de Promotion | Total |
| ------------------- | ------------------- | ------------------- | ------------------- | ------------------ | ----- |
| Totaux par division | 9                   | 5                   | 2                   | 0                  | 16    |
| Anvers              | 1                   | 1                   | 0                   | 0                  | 2     |
| Brabant             | 2                   | 2                   | 0                   | 0                  | 4     |
| Flandre-Occidentale | 2                   | 1                   | 0                   | 0                  | 3     |
| Flandre-Orientale   | 1                   | 0                   | 1                   | 0                  | 2     |
| Hainaut             | 0                   | 0                   | 1                   | 0                  | 1     |
| Liège               | 2                   | 0                   | 0                   | 0                  | 2     |
| Limbourg            | 1                   | 0                   | 0                   | 0                  | 1     |
| Namur               | 0                   | 1                   | 0                   | 0                  | 1     |

### Résultats
| Dates      | Types | Visités                 | Visiteur                      | Score final | Remarques |
| ---------- | ----- | ----------------------- | ----------------------------- | ----------- | --------- |
| 11/11/1964 | D1-D1 | R. SC Anderlechtois (I) | R. Tilleur FC (-I)            | 4-0         |           |
| 11/11/1964 | D1-D3 | R. CS Brugeois (I)      | SK Beveren-Waas (III)         | 3-1         |           |
| 11/11/1964 | D1-D2 | K. FC Malinois (-II)    | R. FC Brugeois (I)            | 2-3         |           |
| 11/11/1964 | D1-D3 | ARA La Gantoise T (I)   | R. Excelsior Mouscron (III)   | 3-1         |           |
| 11/11/1964 | D1-D1 | K. Beeringen FC (I)     | K. Berchem Sport (I)          | 5-1         |           |
| 11/11/1964 | D1-D2 | K. FC Diest (I)         | R. Crossing FC Molenbeek (II) | 2-0         |           |
| 03/01/1964 | D1-D2 | R. Standard CL (I)      | R. Racing White (II)          | 2-1         |           |
| 03/01/1965 | D2-D2 | AS Oostende KM (II)     | UR Namur (II)                 | 4-1         |           |

## Quarts de finale
Sept formations de Division 1 composent les quarts de finale avec un cercle de « D2 ». Anderlecht et le Standard qui dominent le championnat se retrouvent en compagnie de formations de la seconde moitié du classement de l'élite: Beringen (8e), FC Brugeois (9e),  CS Brugeois (11e), La Gantoise (tenant du trophée, 12e), Diest (16e). L'AS Ostende est 6e en « D2 ».
- 8 équipes, 4 rencontres, jouées entre le 8 avril 1965 et le 9 mai 1965.
  - Une semaine avant de disputer son quart de finale, Diest échoue à assurer son maintien en « D1 ». Cela n'empêche pas les pensionnaire de la Warande d'éliminer le CS Brugeois.

### Participants
| Province            | Clubs de Division 1 | Clubs de Division 2 | Total |
| ------------------- | ------------------- | ------------------- | ----- |
| Totaux par division | 7                   | 1                   | 8     |
| Brabant             | 2                   | 0                   | 2     |
| Flandre-Occidentale | 2                   | 1                   | 3     |
| Flandre-Orientale   | 1                   | 0                   | 1     |
| Liège               | 1                   | 0                   | 1     |
| Limbourg            | 1                   | 0                   | 1     |

### Résultats
| Dates      | Types | Visités                 | Visiteur              | Score final | Remarques |
| ---------- | ----- | ----------------------- | --------------------- | ----------- | --------- |
| 08/04/1965 | D1-D1 | R. FC Brugeois (I)      | R. Standard CL (I)    | 0-2         |           |
| 20/04/1965 | D1-D2 | R. SC Anderlechtois (I) | AS Oostende KM (II)   | 1-0         |           |
| 09/05/1965 | D1-D1 | K. Beeringen FC (I)     | ARA La Gantoise T (I) | 2-2         | ???       |
| 09/05/1965 | D1-D1 | K. FC Diest (I)         | R. CS Brugeois (I)    | 3-2         |           |

## Demi-finales
Pas de surprises. Les deux grands favoris attendus se qualifient pour la grande finale.
- 4 équipes, 2 rencontres, jouées le 22 mai 1965.

### Participants
| Province            | Clubs de Division 1 | Total |
| ------------------- | ------------------- | ----- |
| Totaux par division | 4                   | 4     |
| Brabant             | 2                   | 2     |
| Flandre-Orientale   | 1                   | 1     |
| Liège               | 1                   | 1     |

### Résultats
| Dates      | Types | Visités            | Visiteur                | Score final | Remarques |
| ---------- | ----- | ------------------ | ----------------------- | ----------- | --------- |
| 22/05/1965 | D1-D1 | R. Standard CL (I) | ARA La Gantoise T (I)   | 5-1         |           |
| 22/05/1965 | D1-D1 | K. FC Diest (I)    | R. SC Anderlechtois (I) | 1-4         |           |

## Finale
La finale oppose les deux formations qui ont largement dominé le championnat comme elles le font depuis plusieurs saisons. Ce finale « Standard-Anderlecht », première du nom, tient toutes ses promesses. Les « Mauves » prennent rapidement les devants grâce à leur jeune prodige Paul Van Himst. Les « Rouches » répondent du tact-au-tac, et à peine dix minutes plus tard, Claessen remet les deux équipes à égalité. Mais la joie des Liégeois est de courte durée, car Puis redonne l'avantage à ses couleurs 120 secondes après l'égalisation.
Le score n'évolue plus avant le repos. Contraints à la poursuite, les « Standardmen » font le forcing devant la cage anderlechtoise, tout en prenant des risques d'ouvrir des espaces aux contre-attaques bruxelloises. Méritoirement, le Standard égalise une seconde fois, encore par son « enfant terrible », Roger Claessen.
Une prolongation est nécessaire pour désigner le vainqueur. Malheureusement pour le Standard, Claessen justifie une nouvelle fois son surnom de « Roger-la-Honte ». Après 94 minutes, le fantastique et fantasque attaquant « se frite » avec un des « Linesmen » et le pousse. L'arbitre Monsieur Geluck expulse le Liégeois. En infériorité numérique, le Standard tente de résister mais un nouveau but de Van Himst, à huit minutes de la fin, scelle le sort de cette belle finale.
C'est le premier trophée conquis par le Sporting Club Anderlechtois en Coupe de Belgique. C'est par conséquent, le premier doublé Championnat/Coupe réussi par le club.
| Standard |

| Anderlecht |

| Standard |

| Anderlecht |

| Standard CL :            |                      |
|                          |                      |
| G                        | Jean Nicolay         |
| ArD                      | Frédéric Mulongo     |
| DC                       | Jacques Beurlet      |
| DC                       | Lucien Spronck       |
| ArG                      | Jean-Pierre Marchal  |
| M                        | Louis Pilot          |
| M                        | István Sztáni        |
| M                        | Gilberto Della Brida |
| AiD                      | Léon Semmeling       |
| A                        | Roger Claessen       |
| AiG                      | Karl-Heinz Ripkens   |
| Entraîneur: Michel Pavić |                      |

| SC Anderlechtois :           |                     |
|                              |                     |
| G                            | Jean Trappeniers    |
| ArD                          | Georges Heylens     |
| DC                           | François Konter     |
| DC                           | Jean Plaskie        |
| ArG                          | Jorge Cayuela-Peiro |
| M                            | Pierre Hanon        |
| M                            | Jef Jurion          |
| AiG                          | Zacharie Konkwe     |
| A                            | Jacky Stockman      |
| AiD                          | Paul Van Himst      |
| A                            | Wilfried Puis       |
| Entraîneur: Pierre Sinibaldi |                     |

## Statistiques

### Générales
- Nombre de finales jouées : 10 - (41 buts marqués)
  - Nombre de finales avec prolongation : 3 (4 buts marqués)
  - Nombre de finales avec tirs au but : 0
- Joueurs expulsés lors en finale : 4
- Clubs participant aux finale :
  - Clubs de la plus haute division : 17
  - Clubs de deuxième division : 2
  - Clubs de troisième division : 1

### Par provinces
| # | Provinces                       | Vainqueurs | Finalistes | Total |
| - | ------------------------------- | ---------- | ---------- | ----- |
| 1 | Province d'Anvers               | 1          | 3          | 4     |
| 2 | Province de Brabant             | 5          | 1          | 6     |
| 3 | Province de Flandre-Occidentale | 1          | 2          | 3     |
| 4 | Province de Flandre-Orientale   | 1          | 1          | 2     |
| 5 | Province de Hainaut             | 1          | 0          | 1     |
| 6 | Province de Liège               | 1          | 2          | 3     |
| 7 | Province de Limbourg            | 0          | 1          | 1     |
| 8 | Province de Luxembourg          | 0          | 0          | 0     |
| 9 | Province de Namur               | 0          | 0          | 0     |

| # | Provinces                   | Victoires | Place de finaliste | Total |
| - | --------------------------- | --------- | ------------------ | ----- |
| 1 | Province du Brabant flamand | 0         | 1                  | 1     |
| 2 | Province de Brabant wallon  | 0         | 0                  | 0     |
| 3 | Bruxelles                   | 5         | 0                  | 5     |

### Clubs avec plus d'une victoire
Union St-Gilloise: 2